# Constantin Frantz

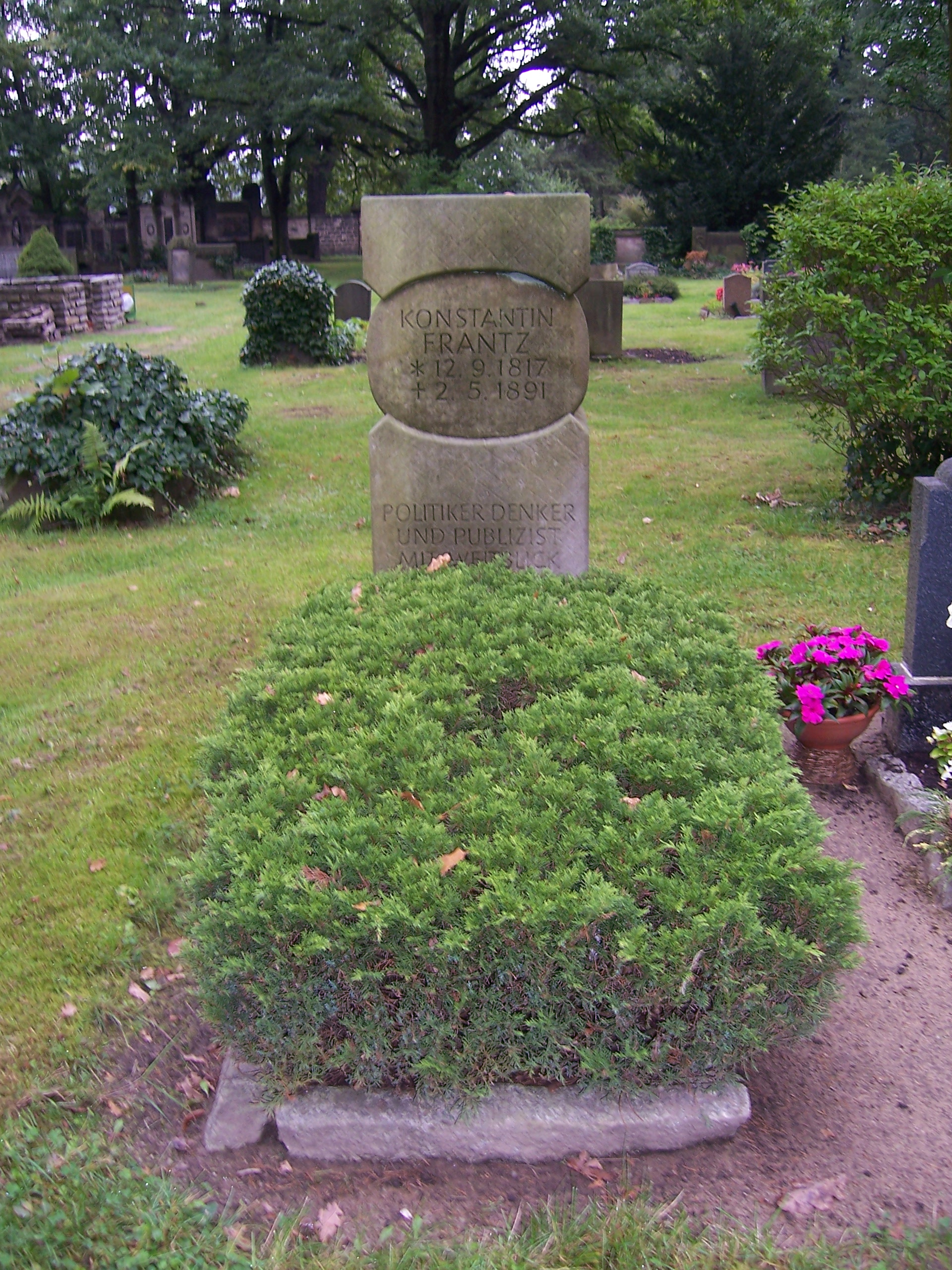
Grab von Konstantin Frantz auf dem Johannisfriedhof in Dresden.

Constantin Frantz (* 12. September 1817 in Börnecke; † 2. Mai 1891 in Blasewitz) war ein deutscher Philosoph, Publizist, Mathematiker und Politiker. Er stand zeitweise im diplomatischen Dienst Preußens. Bekannt wurde er als politischer Schriftsteller mit Bezug zum Junghegelianismus und zur Romantik. Frantz war Vordenker eines vom Heiligen Römischen Reich inspirierten mitteleuropäischen Staatenbundes und Gegner des von Bismarck nationalstaatlich verfassten Deutschen Reiches.
Er galt zeitlebens als Außenseiter, wurde später als vermeintlicher Vorläufer des Dritten Reiches gedeutet und ist in seiner Aussage und Bedeutung umstritten.

## Leben
Constantin Frantz wurde als Sohn des evangelischen Pastors Klamer Wilhelm Frantz und dessen Frau Karoline Katharine Auguste Frantz geb. Cartel geboren. Er studierte von 1836 bis 1840 in Halle (Saale) und Berlin Mathematik und Philosophie. Ab 1844 arbeitete er im preußischen Staatsdienst (1852–1856 Kanzler des Generalkonsulats in Barcelona), schied aber 1862 aus, um sich nur noch dem Schreiben politischer Denkschriften zu widmen, womit er schon 1840 begonnen hatte. Seine Bildung vervollständigte er durch Reisen, besonders in Osteuropa. (Referenz ?)
In seinen Schriften kritisierte er den Nationalliberalismus, dem er kriegerische Tendenzen unterstellte. In einem zentralisierten deutschen Nationalstaat nach westeuropäischem Vorbild sah er eine Gefahr für die Weltstellung der europäischen Völker. Sein föderativer Gegenentwurf selbständiger Staaten sollte neben Gliedern des ehemaligen Rheinbundes, den Niederlanden, der Schweiz, Preußen, Litauen und Österreich auch ein wiederhergestelltes Polen als Vize-Königreich umfassen (regiert von einer litauischen und katholischen Nebenlinie des preußischen Königshauses, in Personalunion mit einem Preußischen Kaisertitel und einem litauischen Großfürstentitel). Eine Lösung der Deutschen Frage durch bloße Gewalt, wie in den Kriegen von 1866 und 1871, lehnte er als lebensfremd ab.

## Kritik an der deutschen Einheit
In den nationalstaatlichen Bestrebungen von Politikern und Gelehrten, deren Vorstellungsweise auf das System der europäischen Großmächte begrenzt war, sah Frantz die Gefahr, die je eigentümlichen geographischen und geschichtlichen Bedingungen („Natur“, durchaus anlehnend an das ganzheitliche Denken der Romantik) der bis dahin politisch selbstständigen Regionen Mitteleuropas könnten nicht als individuelle Stärken weiterentwickelt werden. Demnach weise deren geschichtliche Entwicklung nicht auf einen Nationalstaat hin, sondern auf einen föderativen Staatenbund, in dem die einzelnen Teile eine weitgehende Autonomie beibehielten. Nur in einer selbständigen, freien Zusammenarbeit könnten sich die Einzelstaaten am stärksten entwickeln. Die Kräfte, die daraus hervorgingen, kämen der ganzen Staatengemeinschaft zugute, die auch ohne nationalstaatliche Form einen Zusammenhalt fördern würde. Für ihn läge eine politische Zusammengehörigkeit in der „Natur“ der Länder. Frantz hielt weder die groß- noch die kleindeutsche Lösung für zukunftsweisend. In seinem Buch Von der deutschen Föderation von 1851 weist er nach, dass Preußen geschichtlich nicht legitimiert sei, eine Führungsrolle in der deutschen Frage zu übernehmen. Dafür sei es zu stark mit den slawischen, insbesondere mit den polnischen Verhältnissen verflochten. Eine Teilung Preußens in einen deutschen und einen slawischen Raum würde aber diesen Staat auflösen. Außerdem würde sich die „Militärstaatlichkeit“ Preußens nicht mit der Parlamentstaatlichkeit eines deutschen Nationalstaates vertragen. Österreich komme auch nicht in Frage, da es als Vielvölkerstaat ebenfalls nur durch Teilung, abgetrennt von seiner geschichtlichen Aufgabe in Richtung des Schwarzen Meeres, in ein deutsches Reich aufgenommen werden könne. Als Gegner des preußisch-österreichischen Dualismus war er der Meinung, dass alle mitteleuropäischen Staaten aufeinander angewiesen seien, wenn sie erfolgreich weiterbestehen wollen. In den  Befreiungskriegen sah er den alten Gegensatz kurzzeitig schon überwunden, wohingegen die Debatte um den Nationalstaat den Dualismus wieder aufleben lasse.
Frantz bezeichnete das von Bismarck geschaffene Reich in antisemitischer Weise als „Deutsches Reich jüdischer Nationalität“. Er bezweifelte die Loyalität der Juden zu dem Land, in dem sie lebten, kritisierte einen vermeintlichen zu großen jüdischen Einfluss in Wirtschaft und Pressewesen und bewegte sich bereits in rassischen Kategorien, wenn er in seiner Schrift Ahasverus oder Die jüdische Frage von 1844 schrieb, dass auch Konversion und Taufe nichts am grundsätzlichen Jude-Sein und dem sich daraus angeblich ergebenden Wesen änderten.

## Mitteleuropäische Föderation
Nach Frantz’ Idealvorstellung sollten die mittel- und kleindeutschen Staaten einen engeren „Westdeutschen Bund“ bilden. Ihrer Tradition nach wären sie rein deutsch, und für eine De-facto-Staatsbildung auf föderaler Basis gäbe es kein Legitimationsproblem. Preußen sollte seiner Bestimmung entsprechend sich auf seine Ostprovinzen konzentrieren, gleichzeitig aber föderativer Partner des westlichen Deutschlands sein. Ähnliches gelte für Österreich, das seinem Charakter als Vielvölkerstaat gerecht bleiben und sich als solcher der Föderation anschließen sollte. Die Zusammenarbeit zwischen diesen drei Teilen dürfe sich nur auf militärischen Schutz und gemeinsame Wirtschaftsräume beziehen, damit die jeweilige kulturelle Entwicklung dieser Einheiten nicht behindert würde. Eine solche Konstellation gereiche allen Beteiligten zum Vorteil, was wiederum angrenzende Staaten wie die Schweiz, Belgien, die Niederlande und die skandinavischen Länder (Referenz?) folgerichtig dazu veranlassen müsse, sich dieser Föderation anschließen zu wollen. Besonders die Niederlande hält er als Mitglied für wichtig, weil sie die transatlantische Bedeutung der Föderation unterstreichen würden. Auf die anderen europäischen Großmächte, Frankreich und England, wirke solch eine föderale Gemeinschaft weniger bedrohlich als ein deutscher Nationalstaat unter preußischer Hegemonie. Ein Bündnis zwischen Preußen, Österreich, den westdeutschen Staaten, den Niederlanden, der Schweiz, Litauen und Polen wäre militärisch ausreichend stark, um einen Vorstoß Russlands nach Osteuropa abzuschrecken, wirke aber durch seine dezentrale und internationale Organisation und vielseitige Kultur kaum chauvinistisch antagonisierend gegenüber den Nationalstaaten und Kolonialmächten Frankreichs und Englands, hätte also einen friedensstiftenden, stabilisierenden Charakter.

## Gleichgewicht der Mächte

### Eine Föderation in der Mitte zwischen der Neuen Welt und Russland
Das von Frantz ins Auge gefasste Ziel war die weltpolitische Absicherung der „abendländischen Völkergemeinschaft“ gegenüber der zunehmenden ökonomischen Übermacht Nordamerikas und der potentiellen militärischen Vormachtstellung Russlands, wie er in den Untersuchungen über das europäische Gleichgewicht 1859 und in Die Weltpolitik 1882–83 (3 Bände) darlegt.
Hier folgt Frantz einem von Friedrich List entfalteten Entwurf, nämlich die nach Übersee gehenden Auswanderer nicht die US-Wirtschaft bereichern zu lassen, sondern sie in „Grenzkolonisation“ im Anschluss an die deutschen Länder nach Südosteuropa zu lenken und aus der Donau von der Quelle bis zur Mündung ins Schwarze Meer einen deutschen Fluss zu machen.

- Siehe hierzu auch Deutscher Grenzkolonialismus

### Rolle Polens
Wichtig ist die Rolle Polens, das Frantz sich mit einem Vizekönig, einer besonderen Verfassung und  Verwaltung mit eigener Armee vorstellte, damit es gegenüber dem Russentum
mit seinen „finnisch-uralischen und tartarisch-mongolischen Elementen“ einen Puffer bilde, zumal es seit seiner Christianisierung der „westeuropäischen Gesittung“ zuzurechnen sei und gegen das „Russen-Mongolentum“ als den „wahren und eigentlichen deutschen Erbfeind im Osten“ stehe. Russland ist aus einem wichtigen Grund für ihn gefährlich: „Entspringt nun aus dem slawischen Wesen des Russentums seine Fähigkeit zur Einwirkung auf die anderen slawischen Völker, so hingegen aus jenen Elementen sein rastloser Eroberungstrieb und damit das Bestreben, die anderen slawischen Völker an sich heran zu ziehen oder sich gewaltsam zu unterwerfen. Und wenn das je gelänge, das wäre unser Untergang. Reicht doch durch Böhmen der Slawismus tief in Deutschland hinein. – Sollten wir angesichts dessen nicht Gott danken, dass es noch ein slawisches Volk gibt, welches bis jetzt allen Lockungen des Panslawismus, der doch nur der Mantel ist, in welchen sich das Russentum hüllt, unentwegt widerstanden und seinen Widerwillen trotz Galgen und Sibirien noch immer bekundet.“
Zuvor aber müsse Polen „mit der Judenwirtschaft fertig werden, ohne deren Beseitigung eine wirkliche Wiedergeburt geradezu unmöglich bliebe“. Frantz ist deshalb der Meinung, dass von den nebeneinander lebenden Deutschen und Polen Zweisprachigkeit zu verlangen und im ganzen östlichen Deutschland an den gelehrten Schulen eine slawische Sprache zu lehren sei. Denn dem Slawismus sei gerade wegen Russlands mehr Beachtung zu schenken.
Die Vorbehalte gegenüber der „Judenwirtschaft“ hängen mit einer anderen Beobachtung Frantz’ zusammen, die sich gegen eine „Verpreußung“ bzw. Germanisierung polnischer Gebiete richtet: Den Juden der Provinz Posen sei nämlich auf Grund der neuen preußischen Verfassung von 1848 wie den Polen das preußische Staatsbürgerrecht gewährt worden. „Seitdem zogen sie immer zahlreicher in Berlin ein, und so ist die Hauptquelle der Verjudung der Hauptstadt gerade die Provinz Posen geworden. Das Großherzogtum Posen, wenn es sein besonderes Indigenat bekam, hätte wohl seine Juden für sich behalten müssen. Dass man das polnische Element zu verdeutschen strebte und seit einiger Zeit sogar auszumerzen sucht, hat keinen Segen gebracht und wird auch keinen bringen.“

## Aufkommen einer Weltpolitik
In dem Motiv einer zunehmenden Verflechtung der regionalen Wirtschaften und Kulturen rund um den Globus kann der Angelpunkt der ganzheitlichen Weltanschauung von Constantin Franz und ihre Bedeutung für das 21. Jahrhundert anklingen.

## Völkische Umdeutung
Wie Friedrich List war Frantz zu Lebzeiten mehr oder weniger vergessen. Sein zeitweiliger Weggefährte, Nachlassverwalter und erster Biograph, der Gelehrte und Publizist Ottomar Schuchardt,  bringt in leicht abgewandelter Wiederaufnahme eines Buchtitels von Frantz zwischen 1899 und 1902 in drei Bänden Die deutsche Politik der Zukunft heraus. In Anlehnung an Friedrich Ratzel arbeitet er den grenzkolonisatorischen Aspekt weiter aus, wobei er sich auf Johann Karl Rodbertus (1805–1875) beruft, der die Deutschen ein „kolonisierendes Volk“ nennt: „Aber unsere Kolonien liegen nicht jenseits des Meeres, sie sind unmittelbar aus dem alten Stamm heraus gewachsen. Östlich von der Elbe erstrecken sie sich bis an den Peipussee und bis in die südöstlichste Bastion der Karpathen. In der Arbeit des Kolonisierens wurde das deutsche Volk geführt von zwei Fürstenhäusern, beide Grenzwächter des Reichs, im Norden den Hohenzollern, deren Vorläufer die Hanse und der Deutsche Orden waren, im Süden den Habsburgern“. Für Tomáš Garrigue Masaryk waren seine Ideen aber bereits so wichtig, dass er mit ihm, den er für einen Pangermanen hielt, in Briefwechsel trat. Seine Wirkung „setzte voll erst nach dem Ersten Weltkrieg ein“, so dass er als Vorläufer des „Dritten Reichs“ galt. Für Hans-Ulrich Wehler ist er ein „mediokrer Kritiker“, für Jacob Burckhardt aber ein „Kopf über dem Nebel“. Kurt Waldheim, später Generalsekretär der Vereinten Nationen und Bundespräsident Österreichs, verfasste 1944 seine Dissertation zum Thema Die Reichsidee bei Konstantin Frantz.

## Werke
- 1843: Grundsätze des wahren und wirklichen absoluten Idealismus.
- 1844: Philosophie der Mathematik.
- 1844: Versuch über die Verfassung der Familie.
- 1846: Über Gegenwart und Zukunft der Preußischen Verfassung.
- 1848: Polen, Preußen und Deutschland, ein Beitrag zur Reorganisation Europas.
- 1850: Unsere Politik.
- 1851: Die Constitutionellen.
- 1851: Unsere Verfassung.
- 1851: Von der deutschen Föderation.
- 1852: Louis Napoleon.
- 1852: Die Staatskrankheit.
- 1857: Vorschule zur Physiologie der Staaten.
- 1858: Die Politik der Zukunft.
- 1858: „Quid faciamos nos?“
- 1859: Der Militärstaat.
- 1859: Untersuchungen über das europäische Gleichgewicht.
- 1861: Die Ereignisse in Amerika.
- 1861: Drei und dreißig Sätze vom deutschen Bund.
- 1862: Kritik aller Parteien.
- 1863: Die Quelle alles Übels.
- 1864: Der dänische Erbfolgestreit und die Bundespolitik.
- 1865: Die Wiederherstellung Deutschlands.
- 1870: Die Schattenseite des Norddeutschen Bundes.
- 1870: Die Naturlehre des Staates.
- 1871: Das neue Deutschland.
- 1872: Die Religion des Nationalliberalismus.
- 1873: Abfertigung der nationalliberalen Presse.
- 1874: Der Nationalliberalismus und die Judenherrschaft.
- 1877: Deutsche Antwort auf die orientalische Frage.
- 1878: Der Untergang der alten Parteien.
- 1879: Der Föderalismus als das leitende Prinzip für die soziale, staatliche und internationale Organisation, unter besonderer Bezugnahme auf Deutschland.
- 1880: Blätter für deutsche Politik und deutsches Recht.
- 1880: Schellings positive Philosophie.
- 1881: Die soziale Steuerreform.
- 1882-83: Die Weltpolitik unter besonderer Bezugnahme auf Deutschland.
- 1899: Die Gefahr aus Osten. (Nachgelassene Arbeit, publiziert von Ottomar Schuchardt in Die deutsche Politik der Zukunft, Bd. 1, Celle 1899.)